# Luciferina de las luciérnagas
La luciferina de las luciérnagas es una molécula luciferina que se encuentra en muchas especies de insectos de la familia Lampyridae, como las luciérnagas. Es el sustrato de la enzima luciferasa (número EC 1.13.12.7), responsable de la emisión de la luz amarilla característica de estos animales. Como las otras luciferinas, requiere oxígeno para producir electricidad, y también requiere trifosfato de adenosina (ATP) y magnesio.

## Historia
Gran parte de los primeros trabajos sobre la química de la luminiscencia de la luciérnaga fueron realizados por William D. McElroy en el laboratorio de la Universidad Johns Hopkins. La luciferina se aisló y se purificó por primera vez en 1949, aunque sería varios años hasta que se desarrolló un procedimiento para cristalizar el compuesto en un alto rendimiento. Esto, junto con la síntesis y elucidación de la estructura, se llevó a cabo por el Dr. Emil H. White en la Universidad Johns Hopkins, Departamento de Química.  El procedimiento se llevó a cabo con una extracción ácido-base, para extraer el grupo carboxilo en la luciferina. La luciferina se podía extraer efectivamente usando acetato de etilo a pH bajo a partir de polvo de aproximadamente 15.000 linternas luciérnaga. La estructura fue confirmado más tarde por el uso combinado de espectroscopia infrarroja,  Espectroscopía UV-Vis  y métodos sintéticos para degradar el compuesto en fragmentos identificables.

## Propiedades
Los cristales fluorescentes de la luciferina fueron encontrados absorbiendo la luz ultravioleta con un pico a 327 nm y de emisión de luz con un pico a 530 nm. Las soluciones alcalinas causaron una corrimiento hacia el rojo de la absorción probable debido a deprotonación del grupo hidroxilo en el benzotiazol, pero no afectaban a la emisión de fluorescencia. Se encontró que la ciclasa de luciferilo (la AMP éster de de luciferina) emitía de forma espontánea luz en solución.
Las diferentes especies de luciérnagas utilizan la misma molécula de luciferina, sin embargo el color de la luz emitida puede diferir en gran medida. La luz emitida por  Photuris pennsylvanica  salió en 552 nm (verde-amarillo) mientras que  Pyrophorus plagiophthalamus 'se midió' y emitió luz a 582 nm (naranja) en el de órganos ventral. Tales diferencias son debido a cambios de pH  o diferencias en la estructura primaria de la luciferasa.

## Actividad biológica
La síntesis de luciferina de luciérnaga en vivo  no es totalmente conocido. Sólo el paso final de la vía enzimática se ha estudiado, que es la reacción de condensación de D- cisteína con 2-ciano-6-hidroxibenzotiazol, y es la misma reacción usada para producir los compuestos fluorescentes sintéticos conocidos hoy día.

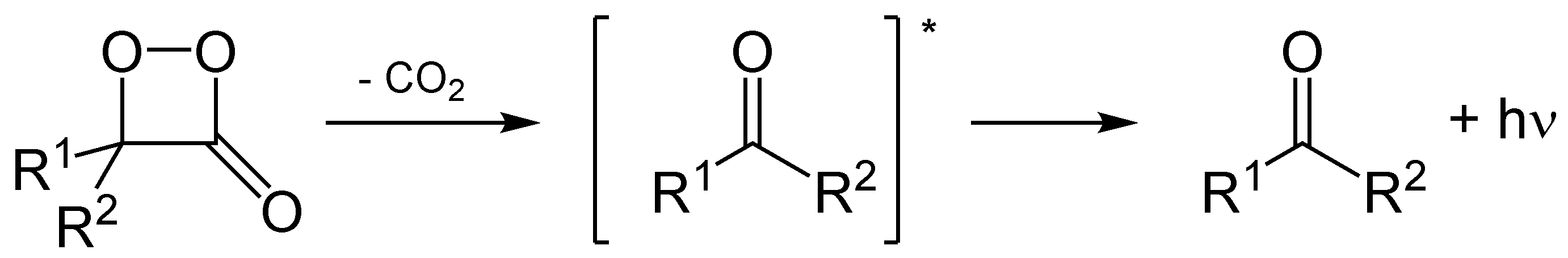
La pérdida de C_{}O_{2} de un dioxetano, da lugar a una cetona excitada, que se relaja emitiendo luz.

En la luciérnaga, la oxidación de luciferinas, que es catalizada por las luciferasas, produce un compuesto peroxi 1,2-dioxetano. El dioxetano es inestable y se descompone espontáneamente a dióxido de carbono y cetonas, que liberan el exceso de energía emitiendo luz (bioluminiscencia) .